# Dicranoloma cutlackii
Dicranoloma cutlackii är en bladmossart som beskrevs av Klazenga 1999. Dicranoloma cutlackii ingår i släktet Dicranoloma och familjen Dicranaceae. Inga underarter finns listade i Catalogue of Life.